# 26080 Pablomarques
26080 Pablomarques è un asteroide della fascia principale. Scoperto nel 1980, presenta un'orbita caratterizzata da un semiasse maggiore pari a 2,2786520 UA e da un'eccentricità di 0,1593966, inclinata di 9,88108° rispetto all'eclittica.